# Station Rajcza
Station Rajcza is een spoorwegstation in de Poolse plaats Rajcza.